# Melitón Córdoba
Melitón Córdoba fue un político argentino que ejerció como gobernador de la Provincia de Catamarca entre 1866 y 1867.

## Biografía
Melitón Córdoba nació en 1825 en Santa María, provincia de Catamarca, hijo de Manuel Fernández de Córdoba y de Petrona de Morales, una de las familias más influyentes de ese departamento.
Muy joven aún se incorporó al Partido Unitario en su provincia, convirtiéndose en un destacado y popular caudillo de ese movimiento político. Durante el período rosista debió exiliarse en Chile.
En 1845 contrajo matrimonio con Rosa Monge y Bello. Tras el pronunciamiento de Urquiza contra Juan Manuel de Rosas, Córdoba regresó de inmediato al país y se sumó a las fuerzas del coronel Juan Crisóstomo Álvarez en lucha con el gobernador de la provincia de Tucumán Celedonio Gutiérrez.
Tras las victorias en el combate de Los Cardones sobre las tropas tucumanas al mando del teniente coronel Albornoz (4 de febrero de 1852) y en el combate de las Tapias sobre las fuerzas del coronel Pérez (10 de febrero), fueron derrotados por la caballería de Manuel Alejandro Espinosa primero en el combate de Vipos y finalmente el 15 de febrero en la batalla de El Manantial. Córdoba fue capturado pero consiguió escapar evitando el destino de su comandante y los oficiales Manuel Guerra y Mariano Villagra, que serían fusilados dos días después, cuando aún no se tenían noticias de la derrota de Rosas en la batalla de Caseros.
Impuestos los unitarios en Catamarca, Córdoba fue nombrado Comandante de Campaña y tras la victoria de Bartolomé Mitre —con quien estaba alineado— fue reconocido como comandante de la Guardia Nacional en la provincia.
En 1863 Melitón Córdoba se sumó a la división de José Miguel Arredondo en la campaña que terminó con la derrota y muerte del caudillo federal Ángel Vicente Peñaloza.
Durante las luchas que siguieron en el interior del país permaneció leal al gobierno nacional y en 1864 fue promovido al grado de teniente coronel de caballería.
En mayo de 1866 el comandante del Departamento Ancasti anunció al gobernador Víctor Maubecín que, dado que se habían cumplido tres años de su ascenso al gobierno, y aunque no había llamado a elecciones, él consideraba terminado su período de gobierno. Maubecín lo destituyó, lo declaró traidor a la patria y, como no se sometiera, partió con parte de sus fuerzas a enfrentarlo. 
De inmediato el levantamiento se extendió a los departamentos de Andalgalá, Belén, Santa María y El Alto.
Melitón Córdoba era el jefe oculto del movimiento y tenía el apoyo de los comandantes, principalmente en los departamentos del oeste, y de los exgobernadores de Tucumán Anselmo Rojo y José María del Campo. Al día siguiente de la partida de Maubecín de la capital, se levantó a su vez en armas, sitió la ciudad, declaró depuesto al gobernador, arrestó al delegado del gobernador Miguel Molina, al presidente de la Corte de Justicia provincial y a dos hermanos de Maubecín. 
El gobernador regresó a toda marcha hacia la capital, pero ante la amenaza de Córdoba de fusilar a sus prisioneros se retiró a la ciudad de Santiago del Estero desde donde solicitó al presidente Mitre la intervención federal a su provincia, justificando su conducta porque consideraba que su período legal terminaba en agosto, a los tres años de la renuncia efectiva de Correa, y no a los tres años del inicio de su gobierno interino.
Córdoba tras gobernar como virtual dictador, se hizo elegir gobernador provisorio por una asamblea el 3 de julio de 1866, iniciando seguidamente juicio en ausencia a Maubecín por usurpación del mando. 
Tras la elección de diputados y electores, el 30 de agosto Córdoba fue nombrado finalmente gobernador propietario.
Sin embargo la oposición a su gobierno fue permanente, debiendo batir levantamientos opositores en varias oportunidades. El 29 de septiembre de 1866 Córdoba delegó el mando en José Domingo Bildoza para salir en campaña pero la intervención nacional fue dispuesta el 4 de octubre de 1866, siendo designado para ejercerla el senador por la provincia de Jujuy Plácido Sánchez de Bustamante. 
El interventor llevaba instrucciones confidenciales consistentes en tres puntos principales:
1. Demorar su llegada a la provincia para dar ocasión a que Melitón Córdoba tomara medidas destinadas a enfrentar la candidatura presidencial de Domingo Faustino Sarmiento.
2. En caso de que Córdoba se opusiera a su programa o fuera incapaz de adoptar las medidas necesarias, deponerlo.
3. En caso de que la mayoría de la Legislatura provincial se opusiera, considerar como viciado el origen de sus miembros.

Llegado a Catamarca, Sánchez de Bustamente juzgó que se cumplían las condiciones determinadas en la tercera de sus instrucciones y declaró caducado el mandato de los legisladores. Córdoba había reasumido el mando pero su situación era insostenible. El interventor aceptó la renuncia de Córdoba y el 4 de enero de 1867 designó como gobernador interino al presbítero Victoriano Tolosa.
Sin embargo, la Legislatura desconoció sus medidas y con el respaldo del cuerpo de guardiacárceles impidió al interventor entrar en la casa de gobierno y el día 6 designó como gobernador provisorio al ciudadano Pedro Cano.
Sánchez de Bustamante regresó a la ciudad de Buenos Aires para recabar nuevas instrucciones. Por su parte, Pedro Cano tuvo que renunciar a los pocos días de haber asumido (8 de enero) y fue reemplazado por Jesús María Espeche.
En cuanto a Córdoba, después de haber dejado el mando fue designado comandante general de Armas de la provincia.
Mientras la situación en Catamarca se normalizaba, Felipe Varela encabezó en La Rioja un nuevo levantamiento contra el gobierno nacional, el cual ordenó a los gobernadores de Tucumán, Santiago del Estero y Catamarca que marchasen contra la provincia de La Rioja para reprimir el movimiento. 
Al tener noticias de que el montonero chileno Estanislao Medina se disponía a invadir la provincia por el sudoeste en apoyo de Varela, Córdoba organizó una división con tropas de Andalgalá, Belén y Santa María y se trasladó a Tinogasta.
En la madrugada del 14 de marzo de 1867 las tropas de Córdoba y de Medina se enfrentaron en el Combate de Tinogasta. En momentos en que Córdoba empezaba a imponerse sobre su adversario fue muerto de un balazo en la cabeza, tras lo que sus tropas se dispersaron.
Medina capturó e hizo degollar a su segundo al mando, el caudillo de Andalgalá Luis Quiroga. Al día siguiente el cadáver de Córdoba fue mutilado y junto al de Quiroga fue arrastrado por caballos y sepultado en un médano cercano.